# 石鉄隕石

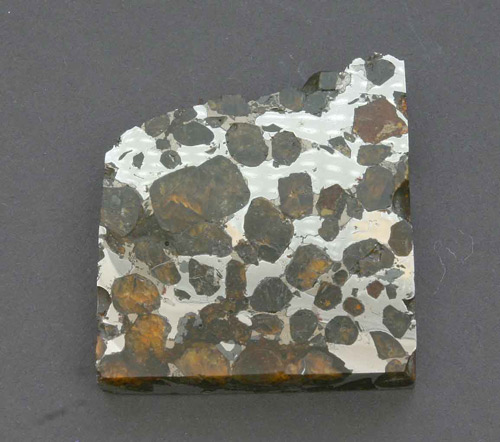
パラサイトの断面

石鉄隕石（せきてついんせき、英語: stony-iron meteorite）はと、ほぼ等量の鉄‐ニッケル合金とケイ酸塩鉱物からなる隕石のことである。
鉄隕石や石質隕石に比べ非常に希で、2万2507個中116個しかない。

## 分類
パラサイト (pallasite) とメソシデライト (mesosiderite) に分類される。これらは、マントル由来でほぼ等量の鉄‐ニッケル合金とケイ酸塩鉱物からなるというほかは、共通点は少ない。
ロドラナイト (lodranite) を含めることもあるが、近年はロドラナイトはエイコンドライトに含められる。
パラサイトは、丸みのある粗粒状の橄欖岩と、その間を埋める切れ目のない網目状の鉄‐ニッケル合金からなる。下部マントルのケイ酸塩と鉄-ニッケル合金のエマルションが固化したと考えられている。
メソシデライトは、異なる鉱物組成の岩石破片の集積体である。金属部分はオクタヘドライト、ケイ酸塩部分は斜長石、カルシウム輝石などからなり、それぞれが角ばった破片状になっている。天体衝突の産物と考えられている。